# Frank Noel MacFarlane
Sir Frank Noel MacFarlane, britanski general, * 1889, † 1953.